# 三列槳船

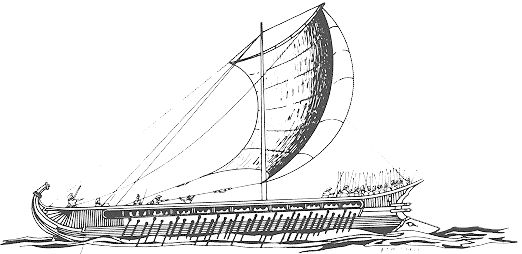
古希臘三列槳船。

古希臘三列槳船的截面圖。

三列槳船（希臘語：τριήρης），是船的兩側各有三列槳的船，古代地中海文明，尤其是腓尼基人、古希臘人和羅馬人所用的戰船。由五十桨船（每側一列槳，每列25槳，共50槳）和雙列槳船發展而來。在公元前七至四世紀，快速和敏捷的三列槳船，佔地中海的軍艦的主導地位，直至被較龐大的四列槳船和五列槳船取代為止。在波斯戰爭中，三列槳船發揮了至關重要的作用：建立了雅典的海上帝國；在伯羅奔尼撒戰爭，導致它的衰敗。之後羅馬共和國決定打造海軍也以這種船為主。

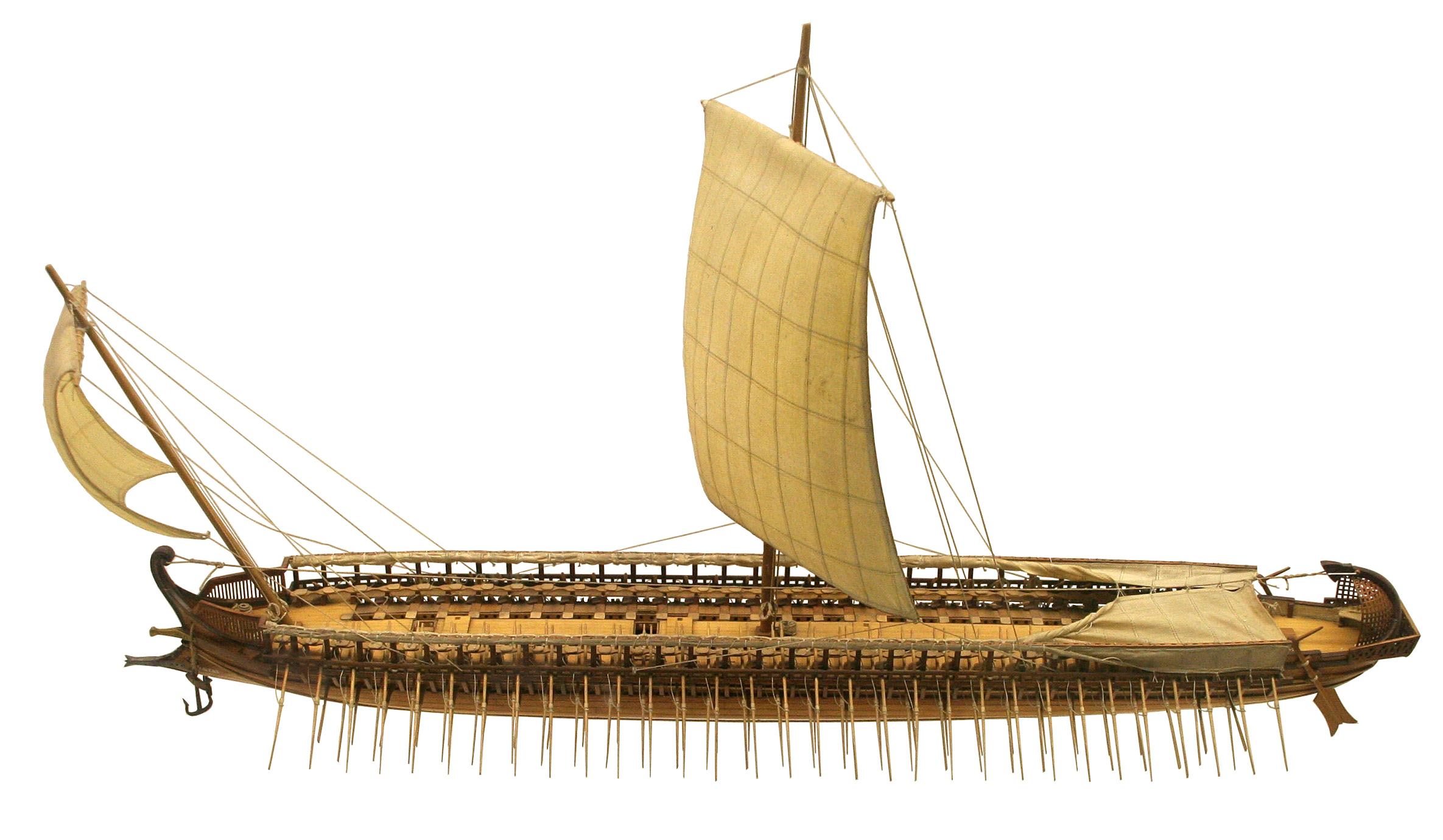
古希臘三列槳船。

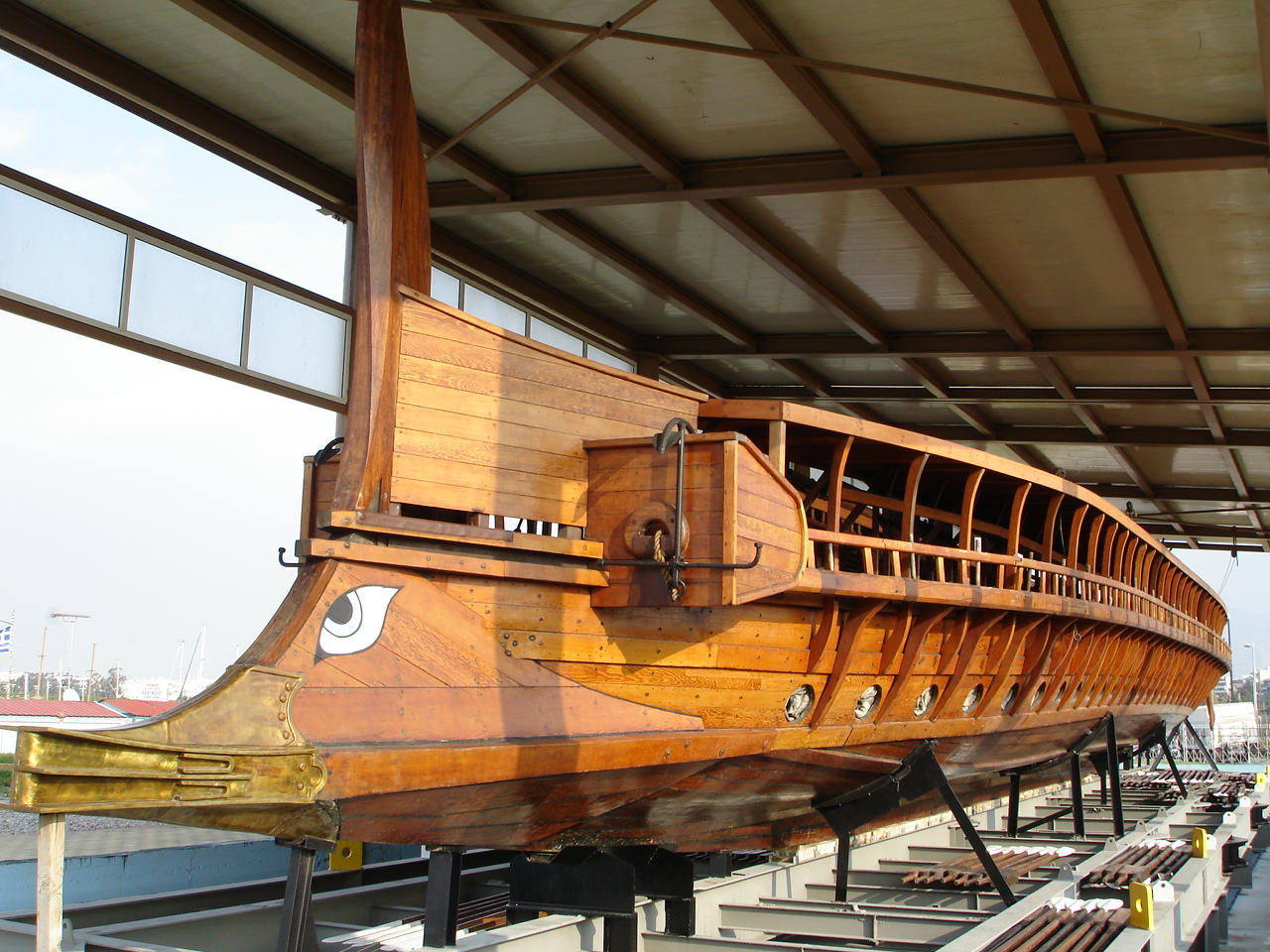
現代重製品。